# هجوم شمال حلب (مارس–يونيو 2016)
هجوم شمال حلب هو سلسلة من العمليات العسكرية التي شنتها قوات المعارضة السورية ضد تنظيم الدولة الإسلامية (داعش)، وبالعكس في شمال محافظة حلب، بالقرب من الحدود السورية-التركية، ومدينة أعزاز، وبلدة مارع. وقد حظي الهجوم بدعم من الضربات الجوية ضد تنظيم الدولة الإسلامية في العراق والشام الذي قام به تحالف قوة المهام المشتركة – عملية العزم الصلب الذي تقوده الولايات المتحدة والقصف المدفعي الذي قامت به القوات المسلحة التركية.

## الهجوم

### المكاسب الأولية للمتمردين
في الفترة ما بين 10 و14 مارس، استولت قوات المتمردين على ثلاث قرى، بما في ذلك دوديان. وفي 17 مارس، استعاد تنظيم الدولة الإسلامية في العراق والشام دوديان، ولكنه فقدها مرة أخرى في اليوم التالي.
وفي 19 مارس 2016، استولت القوات المتمردة على قريتين (طوغلي ومريغل)، شمال حلب، من تنظيم الدولة الإسلامية في العراق والشام. وفي اليوم التالي، تبادلت أحرار الشام ولواء السلطان مراد قذائف المدفعية وقذائف الهاون مع تنظيم الدولة الإسلامية في العراق والشام. وفي نهاية المعركة، استعاد تنظيم الدولة الإسلامية في العراق والشام قريتي طوغلي ومريغل بعد أن ألحق خسائر فادحة بالمتمردين. كما أطلق الجانبان قذائف على قريتي قرة كوبري وغزل، مما اسفر عن سقوط ضحايا من المدنيين. وفي 30 مارس، استولت القوات المتمردة مرة أخرى على طوغلي ومريغل. وفي الوقت نفسه قصفت المدفعية التركية مواقع لتنظيم الدولة الإسلامية في قرية جكة.

### تقدم المتمردين والاتسيلاء على الراعي
وفي 1 أبريل، شن تنظيم الدولة الإسلامية في العراق والشام هجوما باتجاه مقر الجبهة الشامية في ضواحي مريغل. وقد تم صد الهجوم على يد فيلق الشام ولواء صقور جبل الزاوية، ودمرت جرافة تابعة لتنظيم الدولة الإسلامية في العراق والشام. ثم شرع المتمردون في الاستيلاء على قريتين. وبعد ذلك بيومين، شن لواء المعتصم، ولواء السلطان مراد، وفيلق الشام هجوما على معقل التنظيم في الراي إلى الشرق، واستولوا على ثماني قرى ووصلوا في نطاق أربعة كيلومترات من الراي بحلول 4 أبريل. وكانت بعض القرى التي تم الاستيلاء عليها هي: تل شعير، والراغبية، وقنطرة، والشعبانية. وفي 5 أبريل، كان المتمردون قد استولوا على ما لا يقل عن 16 قرية في المنطقة.
وفي 7 أبريل، قام المتمردون، بفضل الدعم الجوي المباشر الذي حصل عليه من طائرات من طراز إيه-10 ثاندر بولت، بالاستيلاء على معظم الراعي وعلى معبر الحدود القريب. واعتبارا من 8 أبريل، سيطر المتمردون سيطرة كاملة على الراعي، جنبا إلى جنب مع 17 قرية أخرى.

### الهجوم المضاد لتنظيم الدولة الإسلامية في العراق والشام وإعادة الاستيلاء على الراعي
بعد ذلك بيومين، في وقت مبكر من يوم 10 أبريل، شن تنظيم الدولة الإسلامية في العراق والشام هجوما مضادا، شمل هجوما من ثلاثة محاور على بلدة مارع، واستعاد بسرعة ثماني قرى. ومع ذلك، استولى المتمردون مرة أخرى على أربع قرى بعد عدة ساعات. وخلال ذلك اليوم، نفذ التحالف الدولي ما لا يقل عن 22 غارة جوية على مواقع تنظيم الدولة الإسلامية في الوقت الذي استمر فيه القتال البري. وفي 11 أبريل، واصل تنظيم الدولة الإسلامية في العراق والشام هجومه المضاد واستعاد الراعي وأربع قرى أخرى. وفي المجموع، استعاد تنظيم الدولة الإسلامية في العراق والشام في اليومين السابقين، إلى جانب الراعي، 17 قرية أخرى. وشمل الهجوم المضاد الذي شنه تنظيم الدولة الإسلامية في العراق والشام هجمات قام بها 11 انتحاري في سيارة ملغومة ضد مواقع المتمردين. وفي نهاية المطاف، تمكن المتمردون مرة أخرى من استعادة السيطرة على ثماني قرى. وفي 12 أبريل، أفيد بأن تنظيم الدولة الإسلامية في العراق والشام كان يسيطر على 13 بلدة كان قد فقدها في السابق، بما في ذلك الراعي.
بحلول 13 أبريل، تمكن المتمردون من استعادة ثلاث قرى مرة أخرى. ومع ذلك، ففي 14 أبريل، استولى تنظيم الدولة الإسلامية في العراق والشام على 10 قرى جديدة، مما أدى عمليا إلى قطع قوات المتمردين في منطقتين. وقد تم تطويق المتمردين في بلدة دوديان بشكل فعال. وكانت القرية الأكثر أهمية التي استولى عليها تنظيم الدولة الإسلامية في العراق والشام هي حوار كلس، على بعد نحو كيلومتر جنوب الحدود التركية. وخلال تقدم تنظيم الدولة الإسلامية في العراق والشام، انسحب مئات المقاتلين المتمردين عبر الحدود إلى تركيا. وفي اليوم التالي، قام المتمردون بإعادة تأمين خمس قرى، بما في ذلك قرية حوار كلس، لإعادة ربط منطقتي التمرد.
وفي الفترة ما بين 15 و16 أبريل، استمر القتال كرا وفرا، مع سيطرة تنظيم الدولة الإسلامية في العراق والشام مرة أخرى على قريتين، بينما استولى المتمردون على اثنين آخرين. وفي 17 أبريل، استولى تنظيم الدولة الإسلامية في العراق والشام مرة أخرى على قرية تل بطال، إلى الغرب من الراعي.
وبعد أربعة أيام من استعادة تنظيم الدولة الإسلامية في العراق والشام لمعظم القرى التي خسرها، شن المتمردون هجوما جديدا، واستعادوا قريتين مرة أخرى. ومع ذلك، قام تنظيم الدولة الإسلامية في العراق والشام باستعادتهما في اليوم التالي، إضافة إلى قرية أخرى.

### الهجوم المضاد الثاني لتنظيم الدولة الإسلامية في العراق والشام
وفي الفترة بين 26 و27 أبريل، شن تنظيم الدولة الإسلامية في العراق والشام هجوما مضادا جديدا، واستولى على خمس أو ست قرى، بما في ذلك دوديان. وقد تراجع المتمردون إلى أعزاز وحوار كلس. وقد وضع التقدم الذي أحرزه تنظيم الدولة الإسلامية في العراق والشام التنظيم في وضع جيد لضرب كل من أعزاز ومارع. وبعد ساعات، استعاد المتمردون دوديان. وفي الفترة من 28 إلى 30 أبريل، أعاد المتمردون الاستيلاء على ثلاث قرى أخرى.
وفي الفترة من 1 إلى 3 مايو، استولى تنظيم الدولة الإسلامية في العراق والشام مرة أخرى على دوديان، وكذلك سبع قرى أخرى، على الرغم من أنه فقد دوديان واثنين آخرين بعد ذلك بعدة ساعات. وتغيرت السيطرة على دوديان ثلاث مرات أخرى في الفترة ما بين 5 و7 مايو، وفي نهاية المطاف مرة أخرى تحت سيطرة تنظيم الدولة الإسلامية في العراق والشام.
وفي الفترة من 7 إلى 13 مايو، استمر القتال كرا وفرا في أربع قرى. وفي الفترة ما بين 15 و17 مايو، تعرضت ثلاث قرى مرة أخرى لسيطرة المتمردين، مما حال دون وقوع هجوم محتمل لتنظيم داعش على أعزاز. ومع ذلك، أخذ تنظيم الدولة الإسلامية في العراق والشام خمس قرى في 19 مايو، بما في ذلك تلك التي فقدها.

### حصار مارع وهجوم تنظيم الدولة الإسلامية في العراق والشام على أعزاز
وفي 26 مايو، شن تنظيم الدولة الإسلامية في العراق والشام هجوما جديدا، مما أدى إلى انهيار جبهة المتمردين على وجه السرعة. واستولى تنظيم الدولة الإسلامية في العراق والشام على عدة قرى جديدة، ووصل إلى مسافة 5 كيلومترات من أعزاز، وقلص أراضي المتمردين إلى أقل من 20 قرية. وفي وقت لاحق من ذلك المساء، حقق تنظيم الدولة الإسلامية في العراق والشام مزيدا من التقدم وقطع خط إمدادات المتمردين إلى مارع. وقد قتل ما يتراوح بين 30 و33 متمردا و11 مقاتلا من تنظيم الدولة الإسلامية، وتم القبض على 10 متمردين آخرين. وقد أجبر الهجوم المفاجئ الذي شنه تنظيم الدولة الإسلامية في العراق والشام على إخلاء المرافق الطبية وفرار المدنيين من المنطقة. وأفادت الأنباء أن ما يتراوح بين 100 ألف و160،000 مدني حوصروا في جيب المتمردين على الحدود مع تركيا. وفي 27 مايو، واصل تنظيم الدولة الإسلامية في العراق والشام التقدم واستولى على مزيد من الأراضي ووصل إلى الضواحي الشرقية لأعزاز. ولكن هجوما مضادا للمتمردين خلال اليوم، مدعوما بضربات جوية أمريكية، استعاد أربع قرى. وفي المساء، بدأ هجوم داعش على مارع.
وفي 28 مايو، أمنت قوات سوريا الديمقراطية التي يقودها الأكراد الشيخ عيسى، وهي واحدة من بلدتين في جيب مارع، لمنع قوات تنظيم الدولة الإسلامية في العراق والشام من الاستيلاء عليها. وفي بداية الهجوم على المارى، قام مفجران انتحاريان من تنظيم الدولة الإسلامية بضرب مواقع المتمردين، وبعد ذلك تمكنت قوات داعش من دخول المدينة من الشرق وبدأ القتال في الشوارع. وأثناء القتال، أحاط مقاتلو تنظيم الدولة الإسلامية في العراق والشام بمستشفى البلدة لمدة 10 ساعات وحاولوا اقتحامه قبل أن يتم صدهم. وعند نقطة ما، ضربت غارة جوية أمريكية بطريق الخطأ موقعا للمتمردين، مما أسفر عن مقتل سبعة متمردين.
وفي 29 مايو، استعاد المتمردون سيطرتهم على منطقة البحث العلمي بالقرب من أعزاز. وبهذه النقطة، قتل 61 متمردا و47 مقاتلا من تنظيم الدولة الإسلامية و29 مدنيا منذ بدء هجوم تنظيم الدولة الإسلامية في العراق والشام. وفي الوقت نفسه، أغلقت قوات سوريا الديمقراطية الممرات التي كانت قد فتحتها في وقت سابق للمدنيين والجرحى القادمين من أعزاز ومارع إلى الأراضي الكردية بعد أن واصلت قوات المتمردين الهجوم على الجزء الذي يسيطر عليه الأكراد في مدينة حلب. وقد فر 6,000 مدني إلى منطقة عفرين الكردية. وفي الوقت نفسه، أصدرت المحكمة الشرعية في أعزاز أمرا يقضي بعدم السماح للمدنيين بدخول البلدة نظرا لاحتمال أن يكون المتسللون من تنظيم الدولة الإسلامية من بين اللاجئين. أعيد فتح ممر قوات سوريا الديمقراطية بعد يوم واحد.
وبحلول 30 مايو، تمكن المتمردون من الاستيلاء على خمسة من بين القرى التسع التي كانوا قد خسروها في البداية، بما في ذلك أحد القريتين على الطريق بين أعزاز ومارع. وفي 31 مايو، شن المتمردون، بدعم من المدفعية التركية، هجوما على القرية الثانية في محاولة لكسر الحصار المفروض على مارع. وخلال القتال، قام المتمردون بتدمير سيارة ملغومة تابعة لتنظيم الدولة الإسلامية في العراق والشام. ومع ذلك، فإن هجوم المتمردين المضاد فشل في النهاية عندما قتل انتحاري من الدولة الإسلامية ستة متمردين.